# Umala
Umala è un comune (municipio in spagnolo) della Bolivia nella provincia di Aroma (dipartimento di La Paz) con 13.430 abitanti (dato 2010).

## Cantoni
Il comune è suddiviso in 9 cantoni (popolazione 2001):
- Asunción Huancaroma - 1.583 abitanti
- Cañaviri - 803 abitanti
- Llanga Belen - 1.032 abitanti
- Puerto Huari Belen - 1.253 abitanti
- San José de Llanga - 1.039 abitanti
- San Miguel de Copani - 1.449 abitanti
- Santiago de Collana - 576 abitanti
- Umala - 1.509 abitanti
- Vituy Vinto - 339 abitanti